# Stoke Holy Cross
Stoke Holy Cross är en ort och civil parish i Storbritannien.   Den ligger i grevskapet Norfolk och riksdelen England, i den sydöstra delen av landet, 150 km nordost om huvudstaden London. Stoke Holy Cross ligger 16 meter över havet och antalet invånare är 1 568.
Terrängen runt Stoke Holy Cross är platt. Runt Stoke Holy Cross är det ganska tätbefolkat, med 124 invånare per kvadratkilometer. Närmaste större samhälle är Norwich, 6,4 km norr om Stoke Holy Cross. Trakten runt Stoke Holy Cross består till största delen av jordbruksmark.